# Carmen Martínez
María del Carmen Martínez Domínguez (Vigo, 4 novembre 1960 – Vigo, 29 maggio 2015) è stata una cestista spagnola.

## Carriera
Con la Spagna ha disputato due edizioni dei Campionati europei (1978, 1980).